# Bohumír Fiala
Bohumír Fiala (6. srpna 1915, Biała – 27. června 1979, Ostrava-Zábřeh) byl český spisovatel a lékař.

## Život
Narodil se 6. srpna 1915 v haličské Białe (dnes Bílsko-Bělá, Polsko) jako syn četníka. V roce 1934 odmaturoval na gymnáziu v Banské Bystrici. Poté studoval medicínu na Masarykově univerzitě v Brně. Po uzavření vysokých škol v roce 1939 byl až do října 1940 vězněn v koncentračním táboře Sachsenhausen. Pracoval pak jako dělník ve Zlíně. Studium dokončil roku 1945. Poté působil v nemocnici ve Znojmě, posléze jako závodní lékař v Dubňanech u Hodonína.
S manželkou Boženou měl dcery Evu a Helenu. Všechny tři byly také lékařky. Dcera Eva Homzová v roce 1971 po autonehodě ochrnula a dlouhodobě se léčila v rehabilitačním ústavu v Chuchelné na Opavsku. Proto zde Bohumír Fiala i s manželkou začali ve stejném roce pracovat. V roce 1978 odešel do penze a po vyléčení v ústavu pracovala také jeho dcera Eva.
Literárně tvořit začal kolem roku 1955. Napsal 20 knih a mnoho povídek pro moravská periodika. Zaměřil se na knihy pro děti a mládež, často s náměty z českých dějin. Byl rovněž autorem několika cestopisů z bývalého Sovětského svazu, Jugoslávie a Slovenska. Vydal i několik zdravotnických publikací. Zemřel po těžké nemoci 27. června 1979 v nemocnici v Ostravě-Zábřehu.

## Dílo
- Celé město o tom ví (1958)

Napínavý příběh z doby okupace. Hrdina příběhu Frantík Záviš zachrání svou rozvahou dva uprchlíky z koncentračního tábora, statečně podrží tajemství, kterého se dopátrá, a na konci války upozorní partyzány na úmysl Němců zničit některé objekty ve městě.
- Loď vyplula do Batumi (1962)

Cestopis ze Sovětského svazu. Popisuje Kyjev, Oděsu, Krym, Batumi, Suchumi a Soči.
- Třinácté jaro (1964)

Příběh třináctiletého chlapce, jemuž zemřela maminka. Otcův záměr znovu se oženit uvádí jej do trýznivých duševních stavů. Nakonec však všechno dopadne dobře. Otec i synovým přičiněním pozná pravou povahu své vyvolené. Uvědomí si, že synovi bude lépe, když se ožení s jeho učitelkou, laskavostí i podobou připomínající jeho matku.
- V Rasticově městě (1964)

Hrdinou knihy je chlapec, který pomáhá o prázdninách při vykopávkách u Mikulčic a ve své fantazii se přenáší do Velkomoravské říše, kde prožívá nejnapínavější dobrodružství.
- Bronzová cesta (1965)

Příběh mladého lovce z Krušných hor, odehrávající se kolem roku 1700 před naším letopočtem, na počátku doby bronzové. Autor také seznamuje čtenáře s výsledky moderního archeologického bádání, přibližuje život lidí z té doby.
- Mříže (1965)

Příběh studentů zavlečených na podzim roku 1939 z brněnských Kounicových kolejí do koncentračního tábora v Oranienburgu. Postihuje psychologii mladých lidí vystavených náhle zlu a násilí v jejich nejzrůdnější podobě.
- Venuše a smrt (1966)

Detektivka, se znalostí prostředí, metod a podmínek práce bezpečnostních orgánů vyprávěný případ vraždy významného pracovníka v chemickém průmyslu.
- Na obzoru Dubrovník (1967)

Popis cesty ze Záhřebu přes Plitvická jezera, dalmatským pobřežím do Bosny a Hercegoviny a dále do Bělehradu a Niše. Své zážitky doplnil informacemi o historii země a životě jejích obyvatel i pohádkami a legendami, které se váží k nejzajímavějším místům jeho cesty.
- Táhli tudy Avaři (1968)

Avaři vstoupili do dějin našeho národa asi ve čtvrtém století, kdy slovanská říše sahala daleko za Dunaj. Přihnali se z východních stepí a utlačovali slovanské národy po dobu dvou století.
- Údolí medvědů (1969)

Vyprávění o medvědí rodince v Tatrách. Je to příběh zatoulaného, bíle pruhovaného medvíděte, které se na čas octne v hájence u lidí, spřátelí se zde s dospívajícím chlapcem a toto přátelství mu pak, když má být zastřeleno pro sbírky přírodovědeckého muzea, zachrání život.
- Zadržte Hanku Tuzarovou (1969)

Román líčící zmatky dospívající dívky v prázdninovém táboře v Tatrách. Hrdinka románu Hanka Tuzarová, dívka ochuzená o otcovskou lásku ztroskotáním vztahu mezi rodiči, je citlivá a má mnoho problémů se svým probouzejícím se citem k chlapci z tábora. Pravda o matčině milostném vztahu a zamýšleném sňatku s vedoucím tábora ji natolik překvapí, že prchá z tábora a stíhá ji telefonická zpráva: zadržte Hanku Tuzarovou. O smírný šťastný návrat se však zaslouží její chlapec.
- Zátoka lidojedů (1969)

Hrdinou dobrodružného románu je český chlapec z 16. století, který prožívá dlouhé měsíce mezi indiánskými kmeny na východním pobřeží Brazílie. Tento potomek svobodného selského rodu prchl z vlasti před panským útlakem, přeplavil se do Nového světa a na východním pobřeží Brazílie se spřátelil s indiánský kmenem Kažuů. Jednou však při neopatrnosti padl do rukou nepřátelského indiánského kmene Tupinambů, kteří provozovali lidojedství, hrozila mu smrt, avšak kmen, se kterým se spřátelil, jej osvobodil. Kniha zachycuje autentické zvyky Indiánů kmenové skupiny Tupí.
- Vlak vyjíždí o půlnoci (1970)

Půlnočním vlakem prchá z malého hornického města, a tím i z neřešitelné krizové situace nespravedlivého nařčení ze zločinu důlní lékař a autor nedopsaného detektivního románu, který svou fantazií pomohl odhalit pachatele série důlních neštěstí. V retrospektivách napsaný román o dramatických osudech několika lidí na dole se zaměřuje na složitě utvářené osobní vztahy důlního lékaře a jeho sestry, přičemž jímavou epizodu zde tvoří lékařovo pátrání po milované ženě z totálního nasazení a jeho tragické shledání s odcizeným synem.
- Abeceda života (1971)

Populárně psaná příručka otevírá laikům pohled na stavbu lidského těla, na funkce vnějších i vnitřních orgánů a sbližuje čtenáře se zdravotními a hygienickými pravidly, se správnou životosprávou, s rozumnou péčí o dítě i se správnou reakcí na úrazy. Posléze přechází autor k problémům pohlavního soužití a soustřeďuje se při svých výkladech "o lásce a milování" na ty skutečnosti, na které se obvykle muži a ženy ptají.
- Dobrodružství vrabce Čima (1971)

Osudy vrabčáka Čima, který opustí hnízdo a vydá se na výlet. Nebýt obětavé kropenaté slepice Kaňky, zůstal by nadosmrti uvězněn v těsné kleci jako zajatec malého ptáčníka Jirky. A tak Čim dojde nelehkou cestou k poznání, že se vyplácí poslechnout rodiče.
- Nad jezerem zlatá báň (1974)

Netradiční průvodce po Sovětském svazu seznamuje děti s velkými a slavnými městy Moskvou, Leningradem, Kyjevem, Novgorodem, a Lvovem, a s jejich pozoruhodnými historickými památkami. V desítkách poutavých příběhů také přibližuje ruské dějiny s bájnými i skutečnými událostmi, osudy legendárních osobností a životem dnešních obyvatel.
- Vlčí dvůr (1974)

Příběh o zápase knížete Břetislava I. s Uhry, o jeho vítězství, o připojení Moravy k Čechám. Hlavním hrdinou je zemanský chlapec Orlík, dospívající v neohroženého bojovníka.
- Kníže čeká na zbraně (1975)

Hrdinou a vypravěčem románu je syn franského kupce Sáma. Kniha, zachycující období bojů a formování Sámovy říše na začátku dvacátých let sedmého století, odpovídá na otázky: proč opustil Sámo svoji vlast, proč se stal z kupce válečníkem a odkud vzal odvahu postavit se proti svému králi?
- Mamuti táhnou do bažin (1978)

Dobrodružný příběh dvou chlapců přibližuje dobu, kdy ze života pravěkých lovců mizí mamut a oni jsou nuceni přejít na jiný způsob lovu.
- Plánovité řízení výchovy a vzdělávání mládeže při realizaci československé výchovně vzdělávací soustavy (1981)